# Kadarka
Kadarka nebo Gamza je odrůda hroznů používaných k výrobě červeného vína. Hlavním rysem této odrůdy jsou velké a přesto kompaktní shluky malých, téměř kulovitých hroznů tmavě modré až černé barvy. Kadarka se vyznačuje plnou, snadno rozpoznatelnou chutí, hlubokým aroma a tmavou nebo středně tmavou barvou. Kadarka je často používána pro kupáže, včetně některých s Egri Bikavér, a také pro výrobu stolních vín.
Má za sebou dlouhou historii a je populární v Maďarsku a Bulharsku, kde je známa jako „Gamza“, resp. „гъмза“. Je významnou součástí maďarského červeného cuvée Býčí krev z Egeru nebo Szekszárdu, ale již dlouhou dobu se její pěstování na maďarských vinicích omezuje a je nahrazováno odrůdami Kékfrankos a Portugal. Pěstuje se také v řadě dalších východoevropských zemí, kde je známa jako Cadarka nebo Skadarska.
Nejlepší Kadarka se pěstuje ve vinařských oblastech Szekszárd a Villány v Maďarsku. V Bulharsku se pod názvem Gamza většinou pěstuje v severozápadních a středních severních oblastech, v Podunajské nížině. Až donedávna byla Gamza dominantní odrůdou v těchto bulharských regionech.
Předpokládá se, že Kadarka pochází z Maďarska. Další hypotézou je, že pochází z oblasti Skadarského jezera na hranici mezi Albánií a Černou Horou.